# 6 tháng 10
Ngày 6 tháng 10 là ngày thứ 279 (280 trong năm nhuận) trong lịch Gregory. Còn 86 ngày trong năm.

## Sự kiện
- 105 TCN – Người Cimbri và Teuton đánh bại quân đội Cộng hòa La Mã trong trận Arausio diễn ra trên lãnh thổ nay thuộc Pháp.
- 69 TCN – Trận Tigranocerta: Quân La Mã dưới quyền Lucullus đánh bại quân Armenia dưới quyền quốc vương Tigranes.
- 1142 – Tần Cối được Tống Cao Tông phong làm thái sư, ông là lãnh đạo của phái chủ hòa trong chiến tranh Tống-Kim.
- 1913 – Viên Thế Khải trở thành đại tổng thống đầu tiên của Trung Hoa Dân Quốc, đánh dấu 'Chính phủ Bắc Dương chính thức thành lập.
- 1939 – Chiến tranh thế giới thứ hai: Cuộc tấn công Ba Lan của quân đội Đức kết thúc với việc đội quân Polesie đầu hàng.
- 1973 – Phối hợp với Syria, Ai Cập cho quân đội băng qua kênh đào Suez và tấn công tuyến Bar Lev của Israel, bắt đầu Chiến tranh Yom Kippur.
- 1976 – Thủ tướng Quốc vụ viện Trung Quốc Hoa Quốc Phong ra lệnh cho công an bắt giữ Tứ nhân bang cùng những người cộng tác.
- 1976 – Lực lượng vũ trang và cánh hữu Thái Lan tàn sát sinh viên tụ tập tại Đại học Thammasat để phản đối cựu độc tài Thanom Kittikachorn về nước.
- 1977 – Mẫu thử nghiệm của dòng Máy bay tiêm kích phản lực thế hệ thứ tư Mikoyan MiG-29 của Liên Xô tiến hành chuyến bay đầu tiên.
- 1981 – Tổng thống Ai Cập Anwar Al-Sadad bị ám sát trong một buổi lễ duyệt binh thường niên tại Cairo.

## Sinh
- 1292 – Chu Văn An, Nhà văn, nhà giáo thời Trần (m. 1370)
- 1887 – Phan Khôi, nhà báo, học giả Việt Nam (m. 1959)
- 1918 – Ngô Khánh Thụy, chính trị gia người Singapore (m. 2010)
- 1932 – Nguyễn Văn Toàn, Trung tướng Quân lực Việt Nam Cộng hòa (m. 2005)
- 1939 – Thẩm Thúy Hằng, nữ minh tinh điện ảnh Việt Nam (m. 2022)
- 1942 – Xuân Quỳnh, nữ thi sĩ Việt Nam (m. 1988)
- 1983 - Đan Lê, diễn viên và người dẫn chương trình Việt Nam
- 1986 - Vũ Mạnh Cường, người dẫn chương trình Việt Nam
- 1988 – Horikita Maki, diễn viên người Nhật
- 2001 – Honda Hitomi, nữ ca sĩ người Nhật, thành viên nhóm nhạc Hàn Quốc IZ*ONE và nhóm nhạc Nhật Bản AKB48
- 2002 - Nguyễn Thiện Nhân, người ca sĩ Việt Nam

## Mất
- 1825 – Bernard Germain de Lacépède, nhà tự nhiên học người Pháp (s. 1756).
- 1981 – Anwar Sadat, tổng thống Ai Cập, người có công sức tìm hòa bình với Do Thái, bị ám sát. Vụ bắn này được trực tiếp truyền hình.
- 1989 – Bette Davis, huyền thoại điện ảnh Mỹ.
- 2002 – Klaus xứ Amsberg, Vương tế Hà Lan. (s.1926)
- 2020 – Eddie Van Halen, ca sĩ Holland-Mỹ (Van Halen) (s. 1955)